# Bhool Bhulaiyaa
Bhool Bhulaiyaa è un film del 2007 diretto da Priyadarshan.